# Almindelig etagemos
Almindelig etagemos (Hylocomium splendens) er et almindeligt mos på morbund i Danmark. Det danner
store silkeglinsende måtter med hvert års skud tydeligt adskilt i noget der kan
minde om etager. Det videnskabelige artsnavn splendens betyder 'skinnende'.
Almindelig etagemos har rødbrune stængler, der er 2-3 gange fjergrenede. Bladene
er omkring to mm lange og har en dobbelt ribbe. Stænglerne er desuden
beklædt med små, grenede, grønne hår, de såkaldte parafyllier. Sporehuse er
ikke almindelige.
Almindelig etagemos er udbredt over store dele af verden, i Europa til Svalbard,
i nordlige og centrale Asien, i Nordamerika, Grønland og New Zealand.